# Chico Buarque
Francisco Buarque de Hollanda OMC  •  ComIH, mais conhecido como Chico Buarque (Rio de Janeiro, DF, 19 de junho de 1944), é um cantor, compositor, violonista, dramaturgo, escritor e ator brasileiro. É considerado por muitos críticos o maior artista vivo da música brasileira. Sua discografia conta com aproximadamente oitenta obras, entre elas discos-solo, em parceria com outros músicos e compactos.
Ganhou destaque como cantor a partir de 1966, quando lançou seu primeiro álbum, Chico Buarque de Hollanda, e venceu o Festival de Música Popular Brasileira com a música A Banda. Autoexilou-se na Itália em 1969, devido à crescente repressão do regime militar do Brasil nos chamados "anos de chumbo", tornando-se, ao retornar, em 1970, um dos artistas mais ativos na crítica política e na luta pela democratização no país. Em 1971, foi lançado Construção, tido pela crítica como um de seus melhores trabalhos, e em 1976, Meus Caros Amigos - ambos os discos figuram, por exemplo, na lista dos 100 maiores discos da música brasileira organizada pela revista Rolling Stone Brasil.
Além da notabilidade como músico, desenvolveu ao longo dos anos uma carreira literária (escreveu seu primeiro conto aos 18 anos), sendo autor de peças teatrais e romances. Foi vencedor de três Prêmios Jabuti: o de melhor romance em 1992 com Estorvo e o de Livro do Ano, tanto pelo livro Budapeste, lançado em 2004, como por Leite Derramado, em 2010. Em 2019, foi distinguido com o Prémio Camões, o principal troféu literário da língua portuguesa, pelo conjunto da obra.
Neto de Cristóvão Buarque de Hollanda e filho de Sérgio Buarque de Hollanda e Maria Amélia Cesário Alvim, Chico é irmão das cantoras Miúcha, Ana de Hollanda e Cristina. Foi casado por 33 anos (de 1966 a 1999) com a atriz Marieta Severo, com quem teve três filhas, Sílvia Buarque, Helena e Luísa.

## Infância e juventude
Francisco Buarque de Hollanda nasceu em 19 de junho de 1944 na cidade do Rio de Janeiro, filho de Sérgio Buarque de Hollanda (1902–1982), um importante historiador e jornalista brasileiro, e de Maria Amélia Cesário Alvim (1910–2010), pintora e pianista. Casou-se com Marieta Severo no ano de 1966, com quem teve três filhas: Sílvia Buarque, Luísa Buarque e Helena Buarque. O cantor tem, também, cinco netos.
Chico é irmão das cantoras Miúcha, Ana de Hollanda e Cristina Buarque. Ao contrário da crença popular, o dicionarista Aurélio Buarque de Holanda era apenas um primo distante do seu pai. Nos primeiros versos da sua canção "Paratodos", Chico Buarque celebra seus ascendentes familiares: O meu pai era paulista / Meu avô, pernambucano / O meu bisavô, mineiro / Meu tataravô, baiano. O "avô pernambucano" ao qual o cantor se refere era paterno: Cristóvão Buarque de Hollanda. Já o "bisavô mineiro", Cesário Alvim, e o "tataravô baiano", Eulálio da Costa Carvalho, eram pelo lado materno. Em 1946, mudou-se para São Paulo, onde o pai assumiu a direção do Museu do Ipiranga. Chico sempre revelou interesses pela música, tal interesse foi bastante reforçado pela convivência com intelectuais como Vinicius de Moraes e Paulo Vanzolini.
Em 1953, Sérgio Buarque de Hollanda, pai do cantor, foi convidado para lecionar na Universidade de Roma. A família Buarque de Hollanda, então, muda-se para a Itália. Chico aprende dois idiomas estrangeiros, na escola fala inglês, e nas ruas, italiano. Nessa época, compõe as suas primeiras marchinhas de Carnaval.
Chico regressa ao Brasil em 1960. No ano seguinte, produz suas primeiras crônicas no jornal Verbâmidas, do Colégio Santa Cruz de São Paulo, nome criado por ele. Sua primeira aparição na imprensa, porém, não foi em relação ao seu trabalho, mas sim policial. Publicada, no jornal Última Hora, de São Paulo, em edição datada de 1961, a notícia de que Chico e um amigo furtaram um carro nas proximidades do Estádio do Pacaembu para passear pela madrugada paulista foi anunciada com a manchete "Pivetes furtaram um carro: presos".

### Genealogia

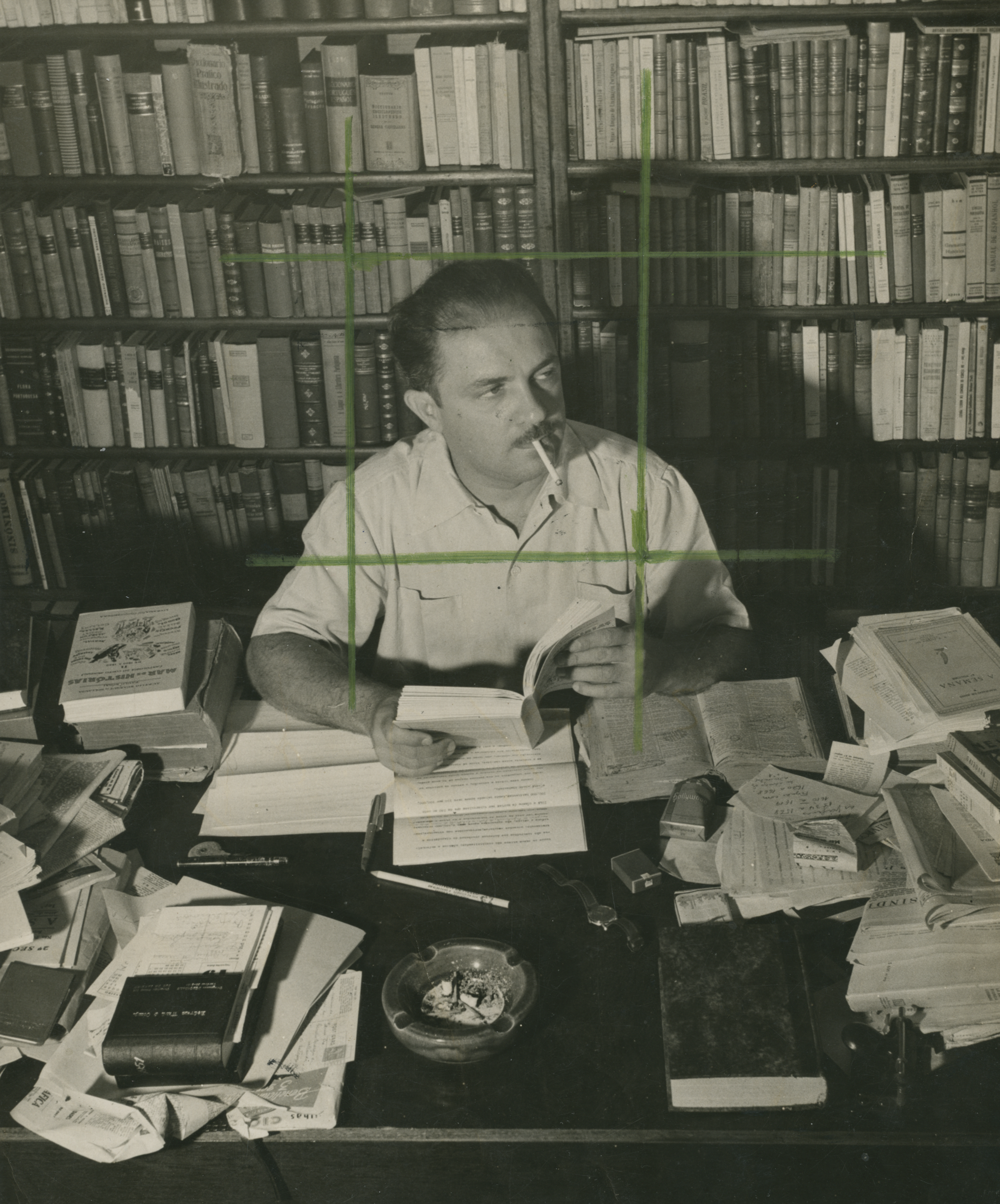
Aurélio Buarque de Holanda era primo de segundo grau de Chico Buarque.

O pai de Chico, Sérgio Buarque de Hollanda, é primo em primeiro grau da mãe de Aurélio Buarque de Hollanda Ferreira, Maria Buarque Cavalcanti Accioly Lins, sendo ambos netos de Manuel Buarque de Gusmão Lima. A avó materna de Aurélio Buarque de Hollanda Ferreira, Luísa Buarque de Hollanda Cavalcanti, é irmã do avô paterno de Francisco Buarque de Hollanda, Cristóvão Buarque de Hollanda. Uma genealogia parcial,
- Manuel Buarque de Gusmão Lima c.c. Maria Magdalena Pais de Hollanda Cavalcanti (Pais Barreto)
  - Luísa Buarque de Hollanda Cavalcanti c.c. Berino Justiniano Accioly Lins
    - Maria Buarque Cavalcanti Accioly Lins c.c. Manuel Hermelindo Ferreira
      - Aurélio Buarque de Hollanda Ferreira

  - José Luís Pais Barreto Buarque
  - Cristóvão Buarque de Hollanda c.c. Heloísa de Araújo
    - Sérgio Buarque de Hollanda
      - Francisco Buarque de Hollanda

Em seu discurso de recepção do Prêmio Camões em 24 de abril de 2023, Chico Buarque referiu-se publicamente à sua origem sefardita, mencionando a recente descoberta do casal de decavós Shemtov Ben Abraham, cristão-novo batizado como Diogo Pires, e sua esposa Provida Fidalgo. Ele também citou a lei de nacionalidade portuguesa para descendentes de sefarditas e expressou possível interesse nessa reparação histórica.

## Carreira

### Música

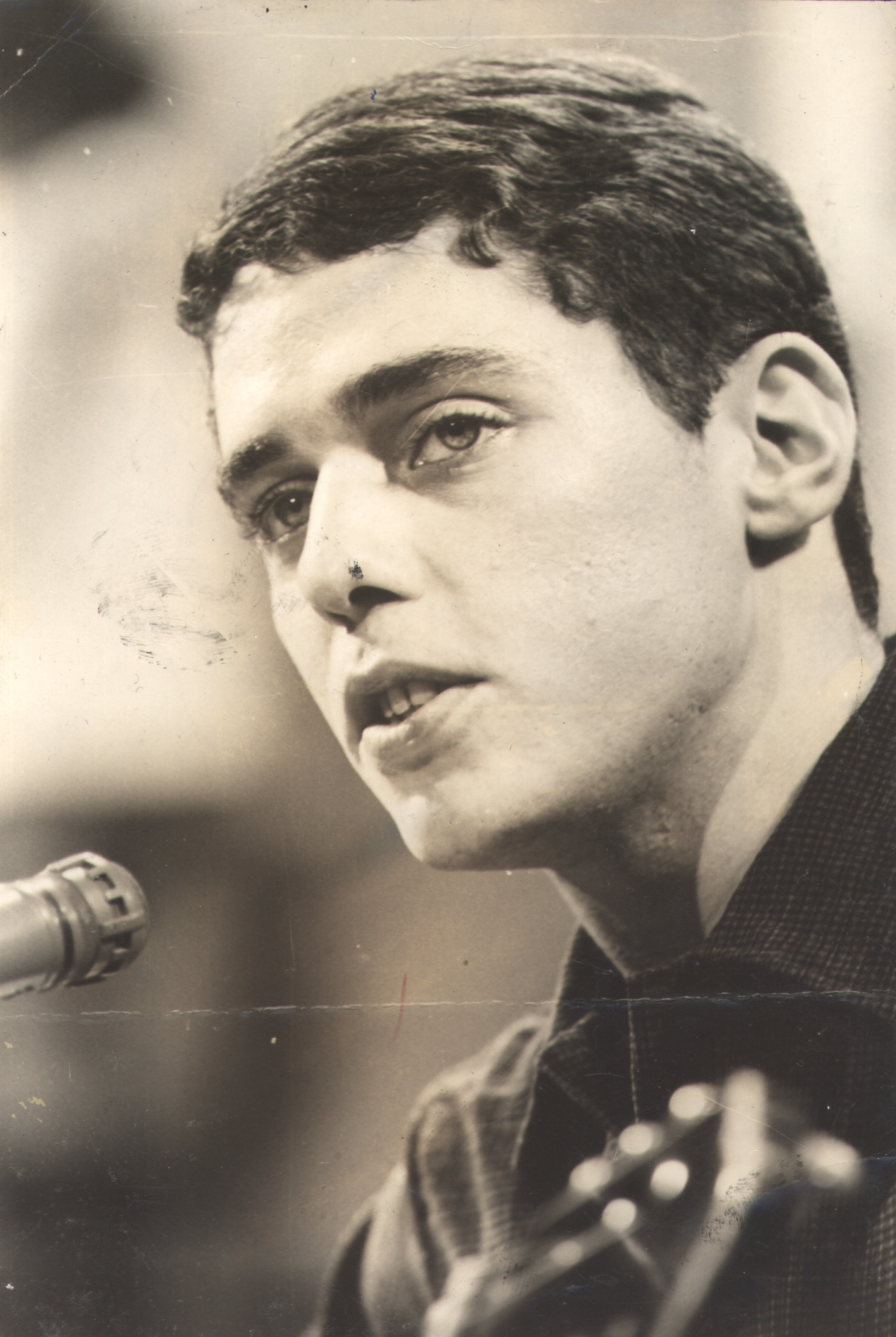
Chico Buarque durante apresentação nos anos 1967

Chico Buarque chegou a ingressar no curso de Arquitetura na Faculdade de Arquitetura e Urbanismo (FAU) da Universidade de São Paulo (USP) em 1963. Cursou dois anos e parou em 1965, quando começou a se dedicar à carreira artística. Nesse ano, lançou Sonho de um Carnaval, inscrita no I Festival Nacional de Música Popular Brasileira, transmitida pela TV Excelsior, além de Pedro Pedreiro, música fundamental para experimentação do modo como viria a trabalhar os versos, com rigoroso trabalho estilístico e morfológico, introduzindo temas sociais e políticos, mais significativamente na década de 1970. A primeira composição do Chico foi aos 15 anos de idade, Canção dos Olhos (1959). A primeira gravação foi também uma marchinha, "Marcha para um dia de sol", gravada por Maricene Costa, em 1964. Ainda em 1964, conheceu o autor Roberto Freire, que o levou para a RecordTV e insistiu com a direção pra que ele participasse da trilha sonora de sua novela Prisioneiro de um Sonho, gravando as faixas "Tereza Tristeza" e "Valsinha" – que só seria incluída no álbum Construção sete anos depois. Eva Wilma, protagonista da novela, relatou em sua autobiografia o encontro: “Era um rapazinho tímido que tinha talento e merecia uma chance. E tocaria nas minhas cenas. E tocou, divinamente".
Conheceu Elis Regina, que havia vencido o Festival de Música Popular Brasileira (1965) com a canção Arrastão, mas a cantora acabou desistindo de gravá-lo devido à impaciência com a timidez do compositor. Chico Buarque revelou-se ao público brasileiro quando ganhou o mesmo Festival, no ano seguinte (1966), transmitido pela TV Record, com A Banda, interpretada por Nara Leão (empatou em primeiro lugar com Disparada, de Geraldo Vandré, interpretada por Jair Rodrigues). No entanto, Zuza Homem de Mello, no livro A Era dos Festivais: Uma Parábola, revelou que "A Banda" venceu o festival. O musicólogo preservou por décadas as folhas de votação do festival. Nelas, consta que a música "A Banda" ganhou a competição por 7 a 5. Chico, ao perceber que ganharia, foi até o presidente da comissão e disse não aceitar a derrota de Disparada. Caso isso acontecesse, iria na mesma hora entregar o prêmio ao concorrente.
O dia 10 de outubro de 1966, data da final, iniciou o processo que designaria Chico Buarque como unanimidade nacional, alcunha criada por Millôr Fernandes. Canções como Ela e sua Janela, de 1966, começam a demonstrar a face lírica do compositor, com forte utilização de metáforas. A observação e análise social transparece nas diversas vezes em que o vocábulo janela está presente em suas primeiras canções: Juca, Januária, Carolina, A Banda e Madalena foi pro Mar. As influências de Noel Rosa podem ser notadas em A Rita, 1965, citado na letra, e Ismael Silva, como em marchas-ranchos.

Tom Jobim e Chico Buarque no Festival Internacional da Canção (FIC), 1968.

No festival de 1967, faria sucesso também com Roda Viva, interpretada por ele e pelo grupo MPB-4 — amigos e intérpretes de muitas de suas canções. Em 1968, voltou a vencer outro Festival, o III Festival Internacional da Canção da TV Globo, agora como compositor, em parceira com Tom Jobim, com a canção Sabiá. Mas, desta vez, a vitória foi contestada pelo público, que preferiu a canção que ficou em segundo lugar: Pra não dizer que não falei de flores, de Geraldo Vandré.
Sua participação no Festival de 1966, com A Banda, marcou a primeira aparição pública de grande repercussão apresentando um estilo amparado no movimento musical urbano carioca da Bossa nova, surgido em 1957. Ao longo da carreira, o samba e a MPB seriam estilos amplamente explorados.
Deixou de participar de programas populares de televisão, tendo problemas com a TV Excelsior, durante o ensaio para o programa do Chacrinha, em que um dos produtores teria feito uma piada com a letra da canção Pedro Pedreiro: "Não dá para esse trem chegar mais cedo, não?" - referindo-se à extensão da letra de sessenta versos. Irritado, Chico foi embora e nunca se apresentou no programa. Na TV Globo, o diretor executivo Boni proibiu qualquer referência a Chico durante a programação, depois que ambos também tiveram um entrevero, mas por pouco tempo, uma vez que ainda durante a década de 1970 (e o começo da de 80) músicas suas constavam das trilhas de várias telenovelas, como Espelho Mágico e Sétimo Sentido. Ao fim da proibição vários anos depois, Chico aceitou fazer um programa com Caetano Veloso, que contou com a participação de outros artistas.

Chico Buarque e Nelson Motta nos anos 1970.

Composições que se notabilizaram pela concepção de um "eu lírico" feminino, retratando temas a partir do ponto de vista das mulheres com notável poesia e beleza: esse estilo é adaptado em Com açúcar, com afeto escrito para Nara Leão; continuou nessa linha com belas canções como Olhos nos Olhos e Teresinha, gravadas por Maria Bethânia, Atrás da Porta, interpretada por Elis Regina, e Folhetim, com Gal Costa, Iolanda (versão adaptada de letra original de Pablo Milanés), num dueto com Simone, Anos Dourados – um clássico feito em parceria com Tom Jobim para a minissérie de mesmo nome e "O Meu Amor" para a peça "Ópera do Malandro" interpretada por Marieta Severo, Cristina Branco e Elba Ramalho sendo que, para essa última, fez também "Palavra de Mulher".

#### Crítica à ditadura militar

Parecer da censura da música Mulheres de Atenas pelo Serviço de Censura de Diversões Públicas em 1976

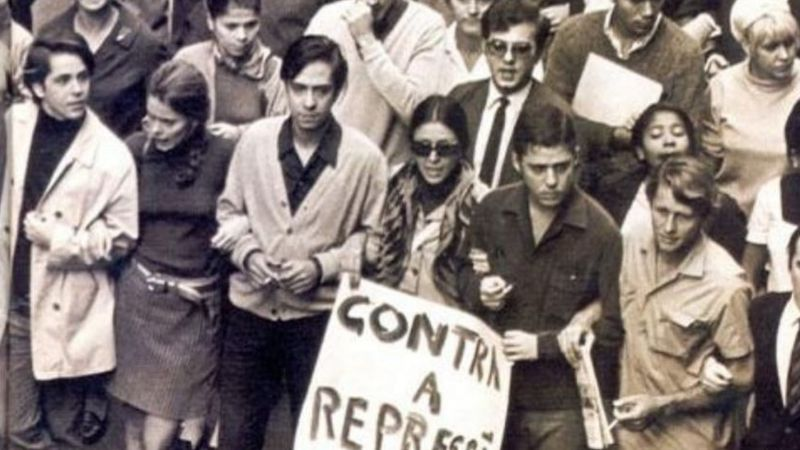
Chico Buarque na Passeata dos Cem Mil, em 1968.

Ameaçado pelo regime militar, esteve autoexilado na Itália em 1969, onde chegou a fazer espetáculos com Toquinho. Nessa época, teve suas canções Apesar de você (que dizem ser uma alusão negativa ao presidente Emílio Garrastazu Médici, mas que Chico sustenta ser em referência à situação) e "Cálice" proibidas pela censura brasileira. Adotou o pseudônimo de Julinho da Adelaide, com o qual publicou apenas três canções: Milagre Brasileiro, Acorda amor e Jorge Maravilha. Na Itália, Chico tornou-se amigo do cantor Lucio Dalla, de quem fez a Minha História, versão em português (1970) da canção Gesù Bambino (título verdadeiro 4 marzo 1943), de Lucio Dalla e Paola Palotino.
Ao voltar ao Brasil, continuou com composições que denunciavam aspectos sociais, econômicos e culturais, como a célebre Construção ou a divertida Partido Alto. Apresentou-se com Caetano Veloso (que também foi exilado, mas na Inglaterra) e Maria Bethânia. Teve outra de suas músicas associada a críticas a um presidente do Brasil. Julinho da Adelaide, aliás, não era só um pseudônimo, mas sim a forma que o compositor encontrou para driblar a censura, então implacável ao perceber seu nome nos créditos de uma música. Para completar a farsa e dar-lhe ares de veracidade, Julinho da Adelaide chegou a ter cédula de identidade e até mesmo a conceder entrevista a um jornal da época.
Uma das canções de Chico Buarque que criticam o regime é uma carta em forma de música, uma carta musicada que ele fez em homenagem a Augusto Boal, que vivia no exílio, quando o Brasil ainda vivia sob a regime militar. A canção se chama Meu Caro Amigo e foi dirigida a Boal, que na época estava exilado em Lisboa. A canção foi lançada originalmente num disco de título quase igual, chamado Meus Caros Amigos, do ano de 1976.

#### Parcerias e intérpretes

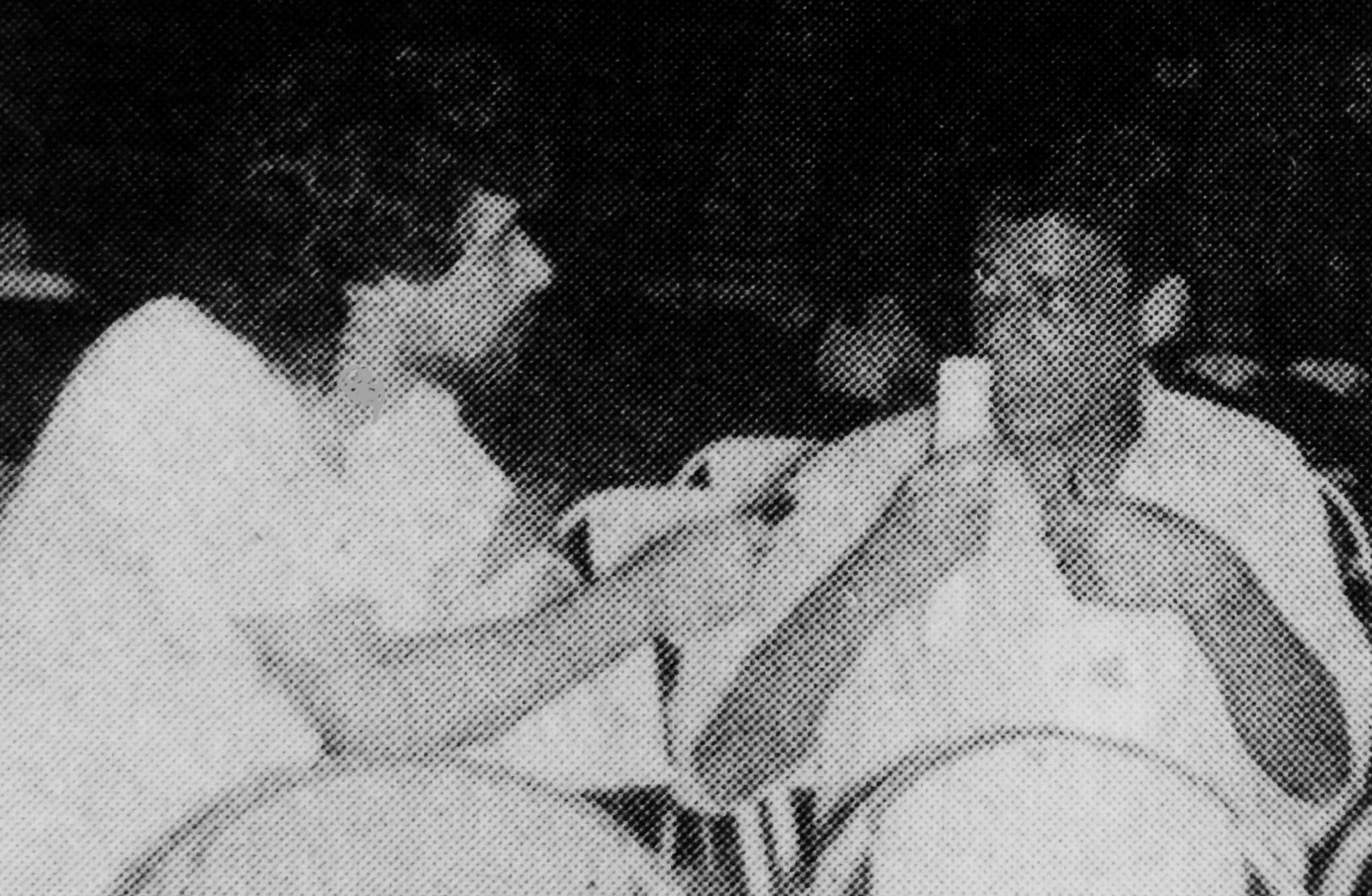
Chico Buarque com o músico Henrique Mann, em meados dos anos 1980.

Desde muito jovem, Chico conquistou reconhecimento de crítica e público tão logo os primeiros trabalhos foram apresentados. Ao longo da carreira, foi parceiro como compositor e intérprete de vários dos maiores artistas da MPB como Tom Jobim, Vinícius de Moraes, Toquinho, Milton Nascimento, Ruy Guerra e Caetano Veloso. Os parceiros mais constantes são Francis Hime e Edu Lobo.
O cantor nunca se negou a oferecer composições originais a seus amigos cantores. Muitas dessas passaram a ter versões definitivas em outras vozes. Além das citadas canções do "eu" feminino de Chico, temos o exemplo da performance de Elis Regina na canção Atrás da Porta e O cio da terra, com gravações de Milton Nascimento e da dupla rural Pena Branca & Xavantinho. Há também interpretações de Oswaldo Montenegro, que, em 1993, lançou o disco Seu Francisco, produzido por Hermínio Bello de Carvalho, e Ney Matogrosso que, em 1996, lançou Um Brasileiro. Neste mesmo ano, o sambista João Nogueira, em parceria do maestro Marinho Boffa, gravaram o disco "Chico Buarque, Letra & Música", com 14 canções que marcaram a carreira do cantor.
Deve-se mencionar ainda seu êxito em outras composições que fez para cantores populares que não estavam em destaque, como nos casos de Ângela Maria, que gravou Gente Humilde, e Cauby Peixoto com Bastidores. Dentre os artistas que regravaram músicas com estilos próprios, podem ser citados ainda Rolando Boldrin, que relançou Minha História, e a banda Engenheiros do Hawaii que, no ano 2000, gravou Quando o Carnaval Chegar, no álbum 10 000 Destinos.

#### Outros trabalhos

Chico Buarque, Maria Bethânia, Nara Leão e Hugo Carvana em cena do filme Quando o Carnaval Chegar, de 1972.

Chico participou como ator e compôs várias canções de sucesso para o filme Quando o Carnaval Chegar e foi diretor musical de Joanna Francesa com Roberto Menescal, com quem compôs a canção-tema, ambos filmes dirigidos por Cacá Diegues.
Compôs a canção-tema do longa-metragem Vai trabalhar Vagabundo, de Hugo Carvana, que chegou a modificar o roteiro a fim de usá-la melhor. Faria o mesmo com os filmes seguintes desse diretor: Se segura malandro e Vai trabalhar vagabundo II. Adaptou canções de uma peça infantil para o filme Os Saltimbancos Trapalhões do grupo humorístico Os Trapalhões e com interpretações de Lucinha Lins. Outras adaptações de uma peça homônima de sua autoria foram feitas para o filme Ópera do Malandro, mais um musical cinematográfico. Vários filmes que tiveram canções-temas de sua autoria e que fizeram muito sucesso além dos citados: Bye Bye Brasil, Dona Flor e seus dois maridos e Eu te amo, os dois últimos com Sônia Braga. Recentemente, chegou a ter uma participação especial como ator no filme Ed Mort.
Cantou, ainda que com uma participação individual diminuta, no coro da versão brasileira de We Are the World, o hit estadunidense que juntou vozes e levantou fundos para a USA for Africa. O projeto de criação coletiva sobre o poema de Patativa do Assaré, Nordeste já (1985) em apoio à causa da seca nordestina, unindo 155 vozes num compacto com as canções Chega de mágoa e Seca d'água.

### Literatura

Chico Buarque com a camisa do Fluminense nos anos 1970.

Chico Buarque sempre se destacou como cronista nos tempos de colégio; seu primeiro livro foi publicado em 1966, trazendo os manuscritos das primeiras composições e o conto Ulisses, e ainda uma crônica de Carlos Drummond de Andrade sobre A Banda. Em 1974, escreve a novela pecuária Fazenda modelo e, em 1979, Chapeuzinho Amarelo, um livro-poema para crianças. A bordo do Rui Barbosa foi escrito em 1963 ou 1964 e publicado em 1981. Em 1991, publica o romance Estorvo (vencedor do Prêmio Jabuti de melhor romance em 1992) e, quatro anos depois, escreve o livro Benjamim. Em 2004, o romance Budapeste ganha o Prêmio Jabuti de Livro do Ano. Em 2009, lança o livro Leite Derramado, que também recebe o Prêmio Jabuti de Livro do Ano. Em 2016, é anunciada a estreia da versão teatral deste romance pelo Club Noir, estrelada por Helena Ignez e Luiz Päetow. Oficialmente, a vendagem mínima de seus livros é de 500 mil exemplares no Brasil.
Ele escreveu um livro que virou filme, Benjamim, que foi ao ar nos cinemas em 2003, tendo como intérpretes dos personagens principais Cleo Pires, Danton Melo e Paulo José. Em maio de 2009, é lançado o filme Budapeste com roteiro baseado em livro homônimo de Chico Buarque. No filme, há também a participação especial do escritor.
Tanto Budapeste quanto Leite Derramado venceram o Prêmio Jabuti como Livro do Ano sem terem vencido o mesmo prêmio na categoria Melhor Romance. Budapeste foi o terceiro colocado na premiação de melhor romance de 2004, enquanto Leite Derramado havia sido o segundo colocado em 2010. Após a escolha de 2010, muitas críticas foram feitas à forma de premiação, tendo em vista que, na premiação por categorias, o júri seria composto por especialistas, sendo que na premiação para Livro do Ano, a votação representaria a vontade dos empresários do setor. Os três primeiros colocados de cada categoria concorriam ao prêmio final, de Livro do Ano. Uma petição on line, intitulada "Chico, devolve o Jabuti!", recolheu milhares de assinaturas. A editora Record (que publicara Se Eu Fechar os Olhos Agora, de Edney Silvestre, vencedor na categoria melhor romance e preterido na votação final) criticou o regulamento do prêmio, alegando que favoreceria pessoas com grande penetração na mídia e seria um desrespeito com o júri especializado e com os próprios autores, anunciando que deixaria de inscrever candidatos ao prêmio. Com a polêmica, foi anunciado que em 2011 apenas os vencedores de cada categoria concorreriam à premiação final.

### Teatro

Odete Lara e Chico Buarque em 1965.

Em 1965, a pedido de Roberto Freire, diretor do Teatro da Pontifícia Universidade Católica de São Paulo (TUCA), na Pontifícia Universidade Católica de São Paulo (PUC-SP), Chico musicou o poema Morte e Vida Severina de João Cabral de Melo Neto, para a montagem da peça. Desde então, sua presença no teatro brasileiro tem sido constante.
Musicou as peças Morte e vida severina e o infantil Os Saltimbancos. Escreveu também várias peças de teatro, entre elas Roda Viva (proibida), Gota d'Água, Calabar (proibida), Ópera do malandro e cinco livros: Estorvo, Benjamim, Budapeste, Leite Derramado e O irmão Alemão.

#### Roda viva
A peça Roda viva foi escrita por Chico Buarque no final de 1967 e estreou no Rio de Janeiro, no início de 1968, sob a direção de José Celso Martinez Corrêa, com Marieta Severo, Heleno Pests e Antônio Pedro nos papéis principais. A temporada no Rio foi um sucesso, mas a obra virou um símbolo da resistência contra o regime militar durante a temporada da segunda montagem, com Marília Pêra e Rodrigo Santiago. Um grupo de cerca de 110 pessoas do Comando de Caça aos Comunistas (CCC) invadiu o Teatro Galpão, em São Paulo, em julho daquele ano, espancou artistas e depredou o cenário. No dia seguinte, Chico Buarque estava na plateia para apoiar o grupo e começava um movimento organizado em defesa de Roda viva e contra a censura nos palcos brasileiros. Chico disse no documentário Bastidores, que pode ter havido um erro, e que a peça que o comando deveria invadir acontecia em outro espaço do teatro.

#### Calabar
Calabar: o Elogio da Traição, foi escrita no final de 1973, em parceria com o cineasta Ruy Guerra e dirigida por Fernando Peixoto. A peça relativiza a posição de Domingos Fernandes Calabar no episódio histórico em que ele preferiu tomar partido ao lado dos holandeses contra a coroa portuguesa. Era uma das mais caras produções teatrais da época, custou cerca de 30 mil dólares e empregava mais de 80 pessoas. Como sempre, a censura do regime militar deveria aprovar e liberar a obra em um ensaio especialmente dedicado a isso. Depois de toda a montagem pronta e da primeira liberação do texto, veio a espera pela aprovação final. Foram três meses de expectativa e, em 20 de outubro de 1974, o general Antônio Bandeira, da Polícia Federal, sem motivo aparente, proibiu a peça, proibiu o nome "Calabar" e proibiu que a proibição fosse divulgada. O prejuízo para os autores e para o ator Fernando Torres, produtores da montagem, foi enorme. Seis anos mais tarde, uma nova montagem estrearia, desta vez, liberada pela censura.

#### Gota d'Água
Em 1975, Chico escreveu com Paulo Pontes a peça Gota d'Água, a partir de um projeto de Oduvaldo Viana Filho, que já havia feito uma adaptação de Medeia, de Eurípedes, para a televisão. A tragédia urbana, em forma de poema com mais de quatro mil versos, tem como pano de fundo as agruras sofridas pelos moradores de um conjunto habitacional, a Vila do Meio-dia, e, no centro, a relação entre Joana e Jasão, um compositor popular cooptado pelo poderoso empresário Creonte. Jasão termina por largar Joana e os dois filhos para casar-se com Alma, a filha do empresário. A primeira montagem teve Bibi Ferreira no papel de Joana e a direção de Gianni Ratto. Luiz Linhares foi um dos atores daquela primeira montagem.

#### Ópera do malandro
O texto da Ópera do Malandro é baseado na Ópera dos mendigos (1728), de John Gay, e na Ópera de três vinténs (1928), de Bertolt Brecht e Kurt Weill. O trabalho partiu de uma análise dessas duas peças conduzida por Luís Antônio Martinez Corrêa e que contou com a colaboração de Maurício Sette, Marieta Severo, Rita Murtinho e Carlos Gregório. A equipe também cooperou na realização do texto final através de leituras, críticas e sugestões. Nessa etapa do trabalho, muito valeram os filmes Ópera de três vinténs, de Pabst, e Getúlio Vargas, de Ana Carolina, os estudos de Bernard Dort O teatro e sua realidade, as memórias de Madame Satã, bem como a amizade e o testemunho de Grande Otelo. Participou ainda o professor Manuel Maurício de Albuquerque para uma melhor percepção dos diferentes momentos históricos em que se passam as três óperas. O professor Werneck Viana contribuiu posteriormente com observações muito esclarecedoras. E Maurício Arraes juntou-se ao grupo, já na fase de transposição do texto para o palco. A peça é dedicada à lembrança de Paulo Pontes.

#### O Grande Circo Místico
Inspirado no poema do modernista Jorge de Lima, Chico e Edu Lobo compuseram juntos a trilha sonora para este espetáculo especialmente criado para o Balé Teatro Guaíra, de Curitiba, que estreou em 17 de março de 1983. Durante os dois anos seguintes, viajaram o país apresentando este que foi um dos maiores e mais completos espetáculos já realizados. Um disco coletivo foi lançado pela Som Livre para registrar a obra, com interpretações de grandes nomes da MPB.

## Vida pessoal
Chico foi casado com a atriz Marieta Severo entre 1966 e 1999. Entre 2011 e 2016, namorou a cantora Thaís Gulin. Em 2021, casou-se com a advogada Carol Proner.

## Discografia
- 1966: Chico Buarque de Hollanda
- 1966: Morte e Vida Severina

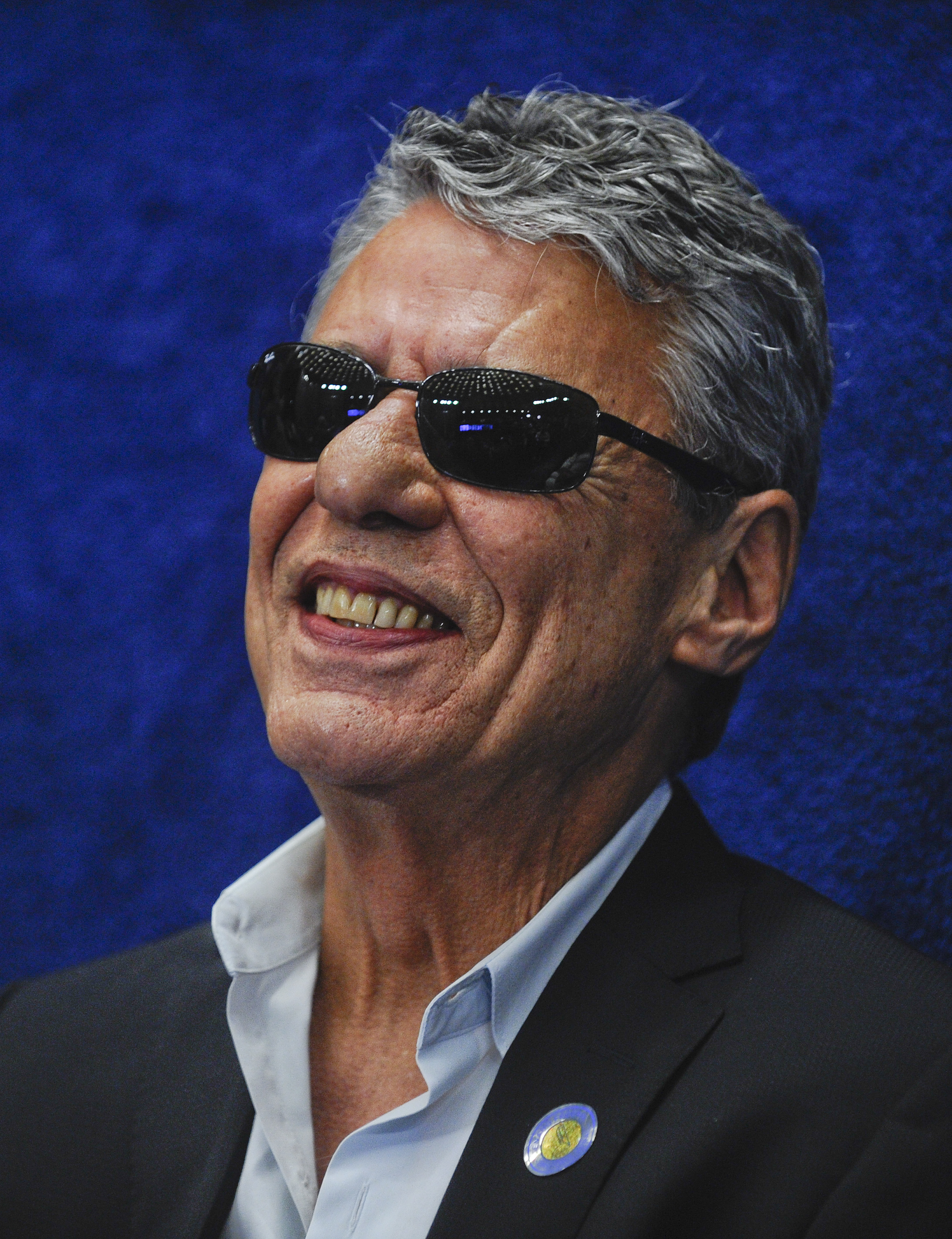
Chico Buarque em agosto de 2016, no plenário do Senado Federal do Brasil.

- 1967: Chico Buarque de Hollanda vol. 2
- 1968: Chico Buarque de Hollanda vol. 3
- 1969: Chico Buarque na Itália
- 1970: Apesar de Você
- 1970: Per un Pugno di Samba
- 1970: Chico Buarque de Hollanda - Nº4
- 1971: Construção
- 1972: Quando o Carnaval Chegar
- 1972: Caetano e Chico Juntos e ao Vivo
- 1973: Chico Canta
- 1974: Sinal Fechado
- 1975: Chico Buarque & Maria Bethânia ao Vivo
- 1976: Meus Caros Amigos
- 1977: Milton & Chico
- 1977: Os Saltimbancos
- 1977: Gota d'Água
- 1978: Chico Buarque
- 1979: Ópera do Malandro
- 1980: Vida
- 1980: Show 1º de Maio
- 1981: Almanaque
- 1981: Os Saltimbancos Trapalhões
- 1982: Chico Buarque en Español
- 1983: Para Viver um Grande Amor
- 1983: O Grande Circo Místico
- 1984: Chico Buarque
- 1985: O Corsário do Rei
- 1985: Malandro
- 1986: Melhores Momentos de Chico & Caetano
- 1986: Ópera do Malandro
- 1987: Francisco
- 1988: Dança da Meia-Lua
- 1989: Chico Buarque
- 1990: Chico Buarque ao vivo Paris Le Zenith (disco de ouro)
- 1993: Paratodos (disco de ouro)
- 1995: Uma Palavra
- 1997: Terra
- 1998: As Cidades (disco de ouro)
- 1998: Chico Buarque de Mangueira
- 1999: Chico ao Vivo (disco de ouro)
- 2001: Cambaio
- 2006: Carioca (CD + DVD com o documentário Desconstrução)
- 2007: Carioca Ao Vivo
- 2011: Chico
- 2012: Na Carreira - Ao Vivo
- 2017: Caravanas
- 2018: Caravanas - Ao Vivo

## Videografia
- 2001: Chico e as Cidades (disco de ouro)
- 2003: Chico ou o país da delicadeza perdida (DVD)
- 2005: Meu Caro Amigo (DVD) (disco de platina)
- 2005: À Flor da Pele (DVD) (disco de platina)
- 2005: Vai passar (DVD) (disco de platina)
- 2005: Anos Dourados (disco de platina)
- 2005: Estação Derradeira (DVD) (disco de platina)
- 2005: Bastidores (disco de platina)
- 2006: Roda Viva
- 2006: O Futebol
- 2006: Romance
- 2006: Uma Palavra
- 2006: Cinema
- 2006: Saltimbancos
- 2006: Carioca (CD + DVD com o documentário Desconstrução)
- 2007: Carioca Ao Vivo (DVD)
- 2012: Na Carreira (DVD)
- 2018: Caravanas - Ao Vivo (DVD)

## Outros trabalhos
| Livros - 1974: Fazenda Modelo - 1979: Chapeuzinho Amarelo - 1981: A Bordo do Rui Barbosa (ilustrações de Vallandro Keating) - 1991: Estorvo (primeiro romance) - 1995: Benjamim - 2003: Budapeste - 2009: Leite Derramado - 2014: O Irmão Alemão - 2019: Essa Gente (romance) - 2021: Anos de chumbo (contos) - 2024: Bambino a Roma | Peças - 1967/8: Roda Viva - 1973: Calabar (co-escrita com Ruy Guerra) - 1975: Gota d'Água - 1978: Ópera do Malandro - 1983: O Grande Circo Místico | Filmes - 1972: Quando o carnaval chegar (coautor) - 1980: Certas Palavras - 1983: Para Viver um Grande Amor (coautor) - 1985: Ópera do Malandro - 1995: O Mandarim (ator) |

## Prêmios e homenagens

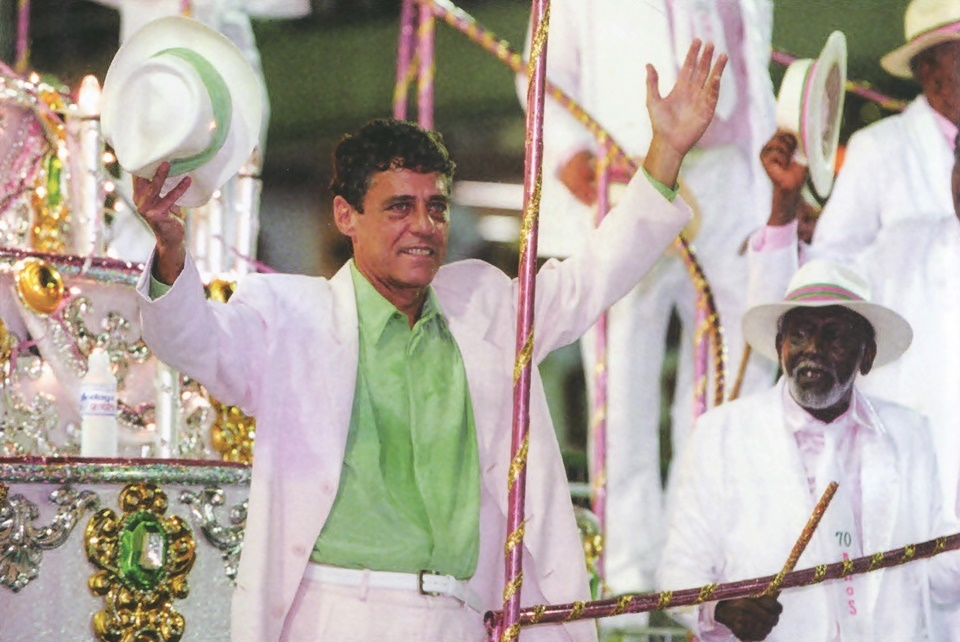
O cantor, homenageado pela Mangueira, durante o Desfile das Escolas de Samba do Rio de Janeiro de 1998 no Sambódromo da Marquês de Sapucaí.

A 25 de março de 1996, foi agraciado com o grau de Comendador da Ordem do Infante D. Henrique, de Portugal.
Em 1998, o artista foi homenageado no Desfile das escolas de samba do Rio de Janeiro, pela GRES Estação Primeira de Mangueira, no enredo "Chico Buarque da Mangueira". A escola verde e rosa dividiu o título de campeã daquele carnaval com a Beija-Flor de Nilópolis.
Em 2015, participou da canção "Trono de Estudar", composta por Dani Black em apoio aos estudantes que se articularam contra o projeto de reorganização escolar do governo estadual de São Paulo. A faixa teve a participação de outros 17 artistas brasileiros: Arnaldo Antunes (ex-Titãs), Tiê, Dado Villa-Lobos (Legião Urbana), Paulo Miklos (Titãs), Tiago Iorc, Lucas Silveira (Fresno), Filipe Catto, Zélia Duncan, Pedro Luís (Pedro Luís & A Parede), Fernando Anitelli (O Teatro Mágico), André Whoong, Lucas Santtana, Miranda Kassin, Tetê Espíndola, Helio Flanders (Vanguart), Felipe Roseno e Xuxa Levy.
Em 21 de novembro de 2023, foi agraciado com o grau de Grande Oficial da Ordem de Rio Branco.
| Ano  | Prêmio                                | Categoria                                 | Nomeação                   | Resultado | Referências          |
| ---- | ------------------------------------- | ----------------------------------------- | -------------------------- | --------- | -------------------- |
| 1967 | Golfinho de Ouro                      | —                                         | Ele mesmo                  | Venceu    | [ 37 ]               |
| 1973 | Troféu APCA                           | Melhor Letrista de Música Popular         | Ele mesmo                  | Venceu    |                      |
| 1977 | Troféu Imprensa                       | Destaque masculino                        | Ele mesmo                  | Venceu    | [ 38 ]               |
| 1981 | Prêmio Tenco                          | —                                         | Ele mesmo                  | Venceu    |                      |
| 1988 | Prêmio Shell                          | —                                         | Ele mesmo                  | Venceu    | [ 39 ]               |
| 1990 | Prêmio Sharp                          | Melhor Álbum de MPB                       | Chico Buarque              | Indicado  | [ 40 ]               |
| 1992 | Prêmio Jabuti                         | Romance                                   | Estorvo                    | Venceu    | [ 41 ]               |
| 1992 | Prêmio Jabuti                         | Livro do Ano Ficção                       | Estorvo                    | Venceu    | [ 41 ]               |
| 1994 | Troféu APCA                           | Melhor Álbum                              | Paratodos                  | Venceu    | [ 42 ]               |
| 1994 | Troféu APCA                           | Melhor Música                             | "Paratodos"                | Venceu    | [ 42 ]               |
| 1994 | Prêmio Sharp                          | Canção do Ano                             | "Paratodos"                | Venceu    | [ 43 ] [ 44 ] [ 45 ] |
| 1994 | Prêmio Sharp                          | Melhor Canção de MPB                      | "Paratodos"                | Venceu    | [ 43 ] [ 44 ] [ 45 ] |
| 1994 | Prêmio Sharp                          | Melhor Álbum de MPB                       | Paratodos                  | Indicado  | [ 43 ] [ 44 ] [ 45 ] |
| 1994 | Prêmio Sharp                          | Projeto Visual                            | Paratodos                  | Venceu    | [ 43 ] [ 44 ] [ 45 ] |
| 1994 | Prêmio Sharp                          | Melhor Cantor de MPB                      | Ele mesmo                  | Indicado  | [ 43 ] [ 44 ] [ 45 ] |
| 1995 | Prêmio Sharp                          | Melhor Canção de Samba                    | "Piano na Mangueira"       | Venceu    | [ 46 ]               |
| 1998 | Prêmio Sharp                          | Melhor Canção de Samba                    | "Chão de Esmeraldas"       | Venceu    | [ 47 ]               |
| 1998 | Prêmio Sharp                          | Melhor Álbum de Samba                     | Chico Buarque da Mangueira | Indicado  | [ 48 ]               |
| 1999 | Prêmio Sharp                          | Melhor Álbum de MPB                       | As Cidades                 | Venceu    | [ 49 ]               |
| 2002 | Grammy Latino                         | Melhor Álbum de Música Popular Brasileira | Cambaio                    | Venceu    | [ 50 ]               |
| 2004 | Prêmio Jabuti                         | Livro do Ano Ficção                       | Budapeste                  | Venceu    | [ 51 ]               |
| 2004 | Prêmio Jabuti                         | Romance                                   | Budapeste                  | Venceu    | [ 51 ]               |
| 2006 | Grammy Latino                         | Melhor Álbum de Cantor-Compositor         | Carioca                    | Indicado  | [ 52 ]               |
| 2006 | Grammy Latino                         | Melhor Canção em Língua Portuguesa        | "Ela Faz Cinema"           | Indicado  | [ 52 ]               |
| 2007 | Grammy Latino                         | Melhor Vídeo Musical em Formato Longo     | A Série                    | Indicado  | [ 53 ]               |
| 2008 | Grammy Latino                         | Melhor Álbum de Música Popular Brasileira | Carioca - Ao Vivo          | Indicado  | [ 54 ]               |
| 2010 | Prêmio Oceanos                        | —                                         | Leite Derramado            | Venceu    | [ 55 ]               |
| 2010 | Prêmio Jabuti                         | Livro do Ano Ficção                       | Leite Derramado            | Venceu    | [ 56 ]               |
| 2010 | Prêmio Jabuti                         | Romance                                   | Leite Derramado            | Venceu    | [ 56 ]               |
| 2012 | Prêmio da Música Brasileira           | Melhor Canção                             | "Sinhá"                    | Venceu    | [ 57 ] [ 58 ]        |
| 2012 | Prêmio da Música Brasileira           | Melhor Álbum de MPB                       | Chico                      | Indicado  | [ 57 ] [ 58 ]        |
| 2012 | Grammy Latino                         | Álbum do Ano                              | Chico                      | Indicado  | [ 59 ] [ 60 ]        |
| 2012 | Grammy Latino                         | Melhor Álbum de Cantor-Compositor         | Chico                      | Indicado  | [ 59 ] [ 60 ]        |
| 2012 | Grammy Latino                         | Melhor Canção em Língua Portuguesa        | "Querido Diário"           | Venceu    | [ 59 ] [ 60 ]        |
| 2013 | Prémio Casa de las Américas           | Prémio de Narrativa José María Arguedas   | Leite Derramado            | Venceu    | [ 61 ]               |
| 2014 | Prêmio da Música Brasileira           | Canção do Ano                             | "Samba para João"          | Venceu    | [ 47 ]               |
| 2014 | Troféu APCA                           | Literatura - Romance                      | O Irmão Alemão             | Venceu    | [ 62 ]               |
| 2017 | Prêmio Jabuti                         | Livro Brasileiro Publicado no Exterior    | O Irmão Alemão             | 3º Lugar  | [ 63 ]               |
| 2017 | Prêmio Multishow de Música Brasileira | Canção do Ano                             | "As Caravanas"             | Venceu    | [ 64 ]               |
| 2017 | Prêmio Multishow de Música Brasileira | Melhor Direção                            | "As Caravanas"             | Indicado  | [ 64 ]               |
| 2017 | Prêmio Multishow de Música Brasileira | Melhor Disco                              | Caravanas                  | Indicado  | [ 64 ]               |
| 2017 | Prêmio Multishow de Música Brasileira | Melhor Capa                               | Caravanas                  | Indicado  | [ 64 ]               |
| 2017 | Prêmio Multishow de Música Brasileira | Melhor Gravação                           | Caravanas                  | Indicado  | [ 64 ]               |
| 2017 | Prêmio Multishow de Música Brasileira | Melhor Produtor                           | Caravanas                  | Indicado  | [ 64 ]               |
| 2017 | Troféu APCA                           | Música do Ano                             | "As Caravanas"             | Venceu    | [ 65 ]               |
| 2018 | Grammy Latino                         | Álbum do Ano                              | Caravanas                  | Indicado  | [ 66 ] [ 67 ]        |
| 2018 | Grammy Latino                         | Melhor Álbum de Música Popular Brasileira | Caravanas                  | Venceu    | [ 66 ] [ 67 ]        |
| 2018 | Grammy Latino                         | Melhor Canção em Língua Portuguesa        | "As Caravanas"             | Venceu    | [ 66 ] [ 67 ]        |
| 2018 | Prêmio da Música Brasileira           | Melhor Canção                             | "As Caravanas"             | Indicado  | [ 68 ] [ 69 ]        |
| 2018 | Prêmio da Música Brasileira           | Melhor Canção                             | "Massarandupió"            | Indicado  | [ 68 ] [ 69 ]        |
| 2018 | Prêmio da Música Brasileira           | Melhor Canção                             | "Tua Cantiga"              | Venceu    | [ 68 ] [ 69 ]        |
| 2018 | Prêmio da Música Brasileira           | Melhor Álbum de MPB                       | Caravanas                  | Venceu    | [ 68 ] [ 69 ]        |
| 2019 | Prémio Camões                         | —                                         | Ele mesmo                  | Venceu    | [ 70 ]               |
| 2019 | Platino Awards                        | Melhor Trilha Sonora Original             | O Grande Circo Místico     | Indicado  | [ 71 ]               |